# Полидепортиво
«Полидепортиво» (исп. Club Polideportivo Ejido, S.A.D.) — бывший испанский футбольный клуб из города Эль-Эхидо, выступавший в Сегунде Б, третьем по силе дивизионе Испании. Основан в 1969 году. Домашние матчи проводил на стадионе «Санто-Доминго», вмещающем 7 870 зрителей. В «Примере» «Полидепортиво» никогда не выступал, лучшее достижение команды в «Сегунде» 11-е место в сезоне 2006/07.

## Достижения
- Победитель Терсеры (2): 1995/96, 1999/00

## Сезоны по дивизионам
- Сегунда — 7 сезонов.
- Сегунда Б — 9 сезонов.
- Терсера — 9 сезона.
- Региональная лига — 17 сезонов.